# Premiers Pas...
Albums de Bernard Lavilliers
Nuit d'amour
(1981) État d'urgence
(1983)
Premiers Pas... est un album de Bernard Lavilliers paru en 1981. Il s'agit d'une compilation de titres parus en 1967 ou 1968 sur 45 tours ou sur le premier album. Un seul titre était inédit : Christ en bois de Gaston Couté.

## Liste des titres
1. Le Métier
2. Chanson dada (Tristan Tzara)
3. La Bossa cancanière
4. Climat
5. Christ en bois (Gaston Couté)
6. L'Oiseau de satin
7. Légende
8. Saint-Germain bidon bidon
9. Pauvre Rimbaud
10. Eurasie